# Lansdowne
Lansdowne es una ciudad y acantonamiento situada en el distrito de Pauri Garhwal,  en el estado de Uttarakhand (India). Su población es de 5667 habitantes (2011). 

## Demografía
Según el censo de 2011 la población de Lansdowne  era de 5667 habitantes, de los cuales 3533 eran hombres y 2134 eran mujeres. Lansdowne tiene una tasa media de alfabetización del 95,90%, superior a la media estatal del 78,82%: la alfabetización masculina es del 98,16%, y la alfabetización femenina del 92%.